# مرض كروتزفيلد جاكوب
مرض كروتزفيلد جاكوب هو أحد أمراض البريون المعروفة سريرياً.
يحدث المرض بشكل إفرادي بسبب طفرة في الجين المشفر للبريون البروتين PRNP ويحدث بنسبة حوالي 20% من الحالات
و ينتقل من إنسان إلى آخر في حالات معينة:
1-زرع القرنية.
2-عند استخدام هرمون النمو البشري (سابقاً، أما الآن فالهرمون يصنع بتأشيب الحمض النووي منزوع الأكسجين).
3-قد ينتقل عبر الإلكترودات التي قد تزرع على سطح الدماغ في الشخص المصاب، لأهداف تشخيصية أو علاجية.
هناك أمراض مشابهة لكوتزفيلد جاكوب تندرج تحت اسم اعتلالات الدماغ الاسفنجية وهي:
1-داء كورو الذي ينتقل عند قبائل في غينيا الجديدة تأكل لحوم البشر
2- شكل عائلي يسمى القلق العائلي القاتل
3- الشكل المنتقل من الحيوانات المصابة إلى الإنسان والذي أُطلق عليه في التسعينات داء جنون البقر
4- شكل ورائي نادر جدا هو داء غيرسمان شتراوس
- شوهد العامل الممرض في عدد كبير من الأعضاء كالدماغ والنخاع، والكلية والكبد والطحال، والرئة والعقد اللمفية والعين، إضافة إلى كشفه في السائل الدماغي الشوكي، إلا أنه غير موجود في السائل المنوي أو اللعاب (بمعنى أنه لاينتقل بالطرق الجنسية) ولايوجد علاج لهذه الحالة.

## الوبائيات
- تبلغ ذروة حدوثه (أو بالأحرى تظاهر المرض) بين سن (60-64)، ويتساوى في هذا الذكور مع الإناث.
- نسبة الحدوث (حالة لكل مليون شخص) سنوياً، ونسبة (5-10%) منها عائلية(له علاقة بالوراثة).
- العامل الممرض مقاوم لكل طرق التعقيم العادية.

## المظاهر السريرية

### المظاهر العصبية
1- اضطرابات الاستعراف، (تطور نحو العته)، وهي مظهر مهم من مظاهر المرض ومن دونها لا يتم التشخيص، وأهمها:
- اضطرابات الذاكرة: (100% من الحالات)، وتشكل المظهر الأول للمرض، وخاصة الذاكرة القريبة.
- اضطرابات السلوك (50-60%): تتجلى بالعدوانية أو الهدوء، إضافة إلى الوهم والأهلاس.

4- مظاهر أخرى (73%).

### المظاهر الحركية
وأهمها:
1. الرمع العضلي 78%، ويشكل المظهر الثاني بعد اضطراب الذاكرة.
2. الرنح المخيخي 71%.
3. العلامات الهرمية 60%.
4. العلامات خارج الهرمية 56%، (بطء حركة، رجفان، رقص، تناذر شبيه بالباركنسونية)
5. علامات إصابة عصبون محرك سفلي 12%.

### الاضطرابات البصرية
وهي مختلفة وتشاهد في 42% من الحالات، مثل: التهاب العصب البصري

### الاضطرابات النفسية
الاكتئاب (الهمود) والقلق والأوهام والأهلاس، وتغيرات السلوك من النمط غير المستقر.
قد يتطور المرض إلى حالة (الخرس اللاحركي)، وقد يظهر السبات خلال 7 أشهر، ثم الوفاة خلال سنة من بدء التظاهر.
- قد تحدث مظاهر عصبية أخرى: كالصرع والشلول القحفية، وهي أقل شيوعاً من سابقاتها.

## التشخيص
- أهم عنصرين في التشخيص: اضطرابات الذاكرة(العته بشكل رئيسي)، والرمع العضلي.
- مخطط كهربائية الدماغ: إجراء تشخيصي مهم وشبه مشخص يظهر معقدات دورية على شكل أمواج شوكية ثلاثية الطور في 60% من الحالات (نوعية).
- بزل السائل الدماغي الشوكي: يظهر تغيرات غير نوعية، حيث يكون طبيعياً مع ارتفاع بسيط في البروتين. كما يجب التحري عن البروتين 14-3-3 في السائل الدماغي الشوكي في جميع الحالات المشتبهة للإصابة بكروتزفيلد جاكوب لأنه حساس ونوعي في هذا المرض.[4]
- التشخيص المؤكد والنهائي: خزعة الدماغ لكشف العامل الممرض.
- قد تكشف الطفرات الحاصلة في البروتين السوي في الحمض النووي منزوع الأكسجين ((ح.ن.م)) الخاص بالخلايا اللمفاوية.

## المآل
سيء (تحدث الوفاة غالباً خلال سنة من الإصابة).